# История почты и почтовых марок Протектората Богемии и Моравии
История почты и почтовых марок Протектората Богемии и Моравии охватывает период оккупации и раздела Нацистской Германией Чехословакии с 15 марта 1939 года по 8 мая 1945 года. Для Протектората Богемии и Моравии эмитировались собственные почтовые марки. Всего за этот период было издано 142 почтовые, 24 служебных и 14 доплатных марок.

## Выпуски почтовых марок
История почты этого зависимого государственного образования началась 15 марта 1939 года, когда земли Чехии и Моравии были присоединены к Германии под названием Протекторат Богемии и Моравии. Почта Протектората находилась в ведении «Рейхспочты». В июле 1939 года в обращение поступили первые знаки почтовой оплаты Протектората — чехословацкие марки с надпечаткой на немецком и чешском языках: «Böhmen und Mähren. Čechy a Morava» («Богемия и Моравия. Чехия и Моравия»). Затем вышла серия из 18 марок оригинальных рисунков «Листья липы и ландшафты». Чехословацкие марки продавались в почтовых отделениях до 30 ноября, при этом допускалась смешанная франкировка. Все марки Чехословакии были изъяты из обращения 15 декабря 1939 года.
В июне 1940 года вышли первые почтово-благотворительные марки, дополнительный сбор от которых шёл в фонд Красного Креста. В августе 1941 года к 100-летию со дня рождения Антонина Дворжака вышли первые коммеморативные марки Протектората.
Выпуск марок Протектората продолжался до февраля 1945 года. Всего было эмитировано свыше 100 почтовых марок. Все марки Протектората печатались в пражской типографии «Союза богемских художников-графиков».
Почтовые марки Протектората, выпущенные с мая 1944 по февраль 1945 года, формально находились в обращении, согласно указу чехословацкого почтового министерства, до 16 мая 1945 года. Однако зачастую их изымали из обращения после освобождения территории Чехословакии советскими или американскими войсками.

## Другие виды почтовых марок

### Газетные марки
В августе 1939 года вышла первая серия из девяти газетных марок Протектората. Их рисунок — стилизованный голубь мира — полностью повторял рисунок газетных марок Чехословакии 1937 года. В декабре того же года на марке номиналом в 10 геллеров была сделана надпечатка чёрной краской «GD — OT» («Geschäftsdrucksache — Obchodní tiskopis» — «Служебное печатное»). Эта марка предназначалась для пересылки деловых печатных изданий по сниженному тарифу; Л. Л. Лепешинский относит её к служебным маркам (см. ниже).
В феврале 1943 года серию переиздали с дополнительной надписью нем. «Deutsches Reich» («Германская империя»). Это были единственными марки, которые находились в обращении после восстановления чехословацкого почтового управления в мае 1945 года. Их изъяли 31 декабря 1945 года.

### Доплатные марки
Доплатные марки Чехословакии находились в обращении до середины января 1940 года. В декабре 1939 года вышла серия из 12 доплатных марок Протектората. На миниатюрах был изображён узор и цифра номинала. В июне 1940 года серия была дополнена ещё двумя миниатюрами. Доплатные марки были изъяты из обращения в марте 1943 года.

### Доплатные доставочные марки
В декабре 1939 года в почта Протектората выпустила доплатные доставочные марки, представлявшие собой марки оплаты за вручение письма лично адресату. Рисунок миниатюр практически повторял рисунок первой подобной марки, выпущенной чехословацкой почтой в 1937 году. Марки были изъяты из обращения в апреле 1941 года.

### Служебные марки
Служебные марки Протектората имели надпечатку на оригинальных марках: «DM — SM» («Служебная марка»). В январе 1941 и феврале 1943 года для Протектората Богемии и Моравии были выпущены две серии из 12 служебных марок. На миниатюрах первого выпуска была изображена цифра номинала в узорной рамке, второго выпуска — орёл с опущенными крыльями, держащий в лапах дубовый венок со свастикой. На груди орла был помещён большой герб Протектората Богемии и Моравии. Служебные марки каждого выпуска были изъяты из обращения в марте 1943 и в декабре 1944 года, соответственно.

## Выпуск Моравской-остравы
14 марта 1939 года город Моравска-острава (ныне Острава) заняли немецкие войска. Здесь почтовые марки Чехословакии использовались дольше, чем на остальной территории Протектората. Некоторые чехословацкие марки снабжались надпечатками текста готическим шрифтом нем. «Wir sind frei!» («Мы свободны!») и свастики. Марки продавались в почтовых отделениях по номинальной стоимости и использовались только три дня — с 16 по 18 марта 1939 года. Письма с этими марками весьма редки. В 1945 году, после освобождения Моравской-остравы, чехословацкие власти потребовали от населения города, под угрозой наказания за неисполнение, сдать все марки с надпечаткой для последующего уничтожения.

## Почта концлагеря Терезиенштадт
В первые месяцы после создания концлагеря Терезиенштадт почтовая связь узников с внешним миром была запрещена. Однако чешская почтовая служба Терезина, которая тогда ещё не была закрыта, через чешскую полицию передавала пленным приходившие на их имя письма. С конца 1941 года вся корреспонденция для заключённых возвращалась отправителям. В январе — феврале 1942 года были казнены 16 узников за попытку нелегально переправить за пределы лагеря корреспонденцию. К середине февраля было частично отменено запрещение на переписку. Каждый заключённый получил право посылать и получать один раз в месяц письмо. Оно должно было быть не более двух страниц по 15 строк на каждой, писаться разборчиво и на немецком языке. Таким же образом должны были отвечать и адресаты.
Связь с Терезиенштадтом осуществлялась через почтовое отделение в городке Богушовице. На почту ездили специальные команды, занимавшиеся перевозкой корреспонденции. Из Малой крепости было разрешено отправлять письма, открытки и бандероли с грязным бельём. В начале мае 1942 года переписка была вновь запрещена.
В июле 1943 года для концлагеря Терезиенштадт была выпущена специальная марка допущения посылок. На миниатюре был изображён пейзаж с деревьями и дорогой; номинал отсутствовал. Эти марки предназначались для пересылки посылок из Протектората Богемии и Моравии в концлагерь. Заключённые могли раз в два месяца сделать запрос на получение посылки с продуктами питания или одеждой. Эти запросы направлялись на рассмотрение Альтестенрата — Совета старейшин еврейской общины в Праге, который контролировался гестапо. После обработки заказа совет высылал уведомление отправителю посылки. Если он проживал в Праге, ему необходимо было прийти в офис совета за маркой допущения. Если же предполагаемый отправитель проживал в другом населённом пункте, марка допущения прилагалась к уведомлению. Марки допущения должны были наклеиваться отправителями непосредственно на посылку. В концлагере посылку осматривали, при этом часто уничтожая упаковочную бумагу вместе с маркой. Поэтому подлинных гашёных экземпляров сохранилось немного. Без марки допущения посылки заключённым не доставлялись.
Марки печатались в Праге, сначала в листах по 4 штуки, затем в листах по 25 (5 × 5) штук. Были изъяты из обращения 6 мая 1945 года.